# Орандж-Сіті (Флорида)
Орандж-Сіті (англ. Orange City) — місто (англ. city) в США, в окрузі Волусія штату Флорида. Населення — 12 632 особи (2020).

## Географія
Орандж-Сіті розташований за координатами 28°55′34″ пн. ш. 81°17′13″ зх. д. / 28.92611° пн. ш. 81.28694° зх. д. (28.926057, -81.287079).  За даними Бюро перепису населення США в 2010 році місто мало площу 18,57 км², з яких 18,33 км² — суходіл та 0,24 км² — водойми. В 2017 році площа становила 19,74 км², з яких 19,48 км² — суходіл та 0,25 км² — водойми.

## Демографія
Згідно з переписом 2010 року, у місті мешкало 10 599 осіб у 4909 домогосподарствах у складі 2754 родин. Густота населення становила 571 особа/км².  Було 5917 помешкань (319/км²).
Расовий склад населення:
| - 85,7 % — білих - 6,5 % — чорних або афроамериканців - 1,5 % — азіатів - 0,4 % — корінних американців - 3,6 % — осіб інших рас |

До двох чи більше рас належало 2,2 %. Частка іспаномовних становила 16,9 % від усіх жителів.
За віковим діапазоном населення розподілялося таким чином: 18,4 % — особи молодші 18 років, 52,2 % — особи у віці 18—64 років, 29,4 % — особи у віці 65 років та старші. Медіана віку мешканця становила 47,6 року. На 100 осіб жіночої статі у місті припадало 82,1 чоловіків;  на 100 жінок у віці від 18 років та старших — 79,0 чоловіків також старших 18 років.
Середній дохід на одне домашнє господарство  становив 43 483 долари США (медіана — 32 788), а середній дохід на одну сім'ю — 51 463 долари (медіана — 44 118). Медіана доходів становила 40 133 долари для чоловіків та 27 163 долари для жінок. За межею бідності перебувало 21,7 % осіб, у тому числі 36,2 % дітей у віці до 18 років та 9,7 % осіб у віці 65 років та старших.
Цивільне працевлаштоване населення становило 4058 осіб. Основні галузі зайнятості: освіта, охорона здоров'я та соціальна допомога — 24,7 %, роздрібна торгівля — 14,2 %, мистецтво, розваги та відпочинок — 11,6 %.